# Ivan Gošnjak

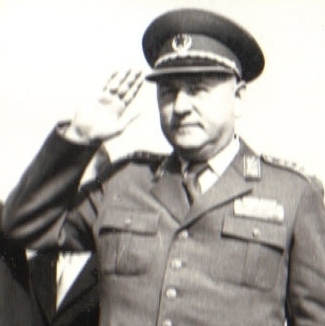
General Ivan Gošnjak

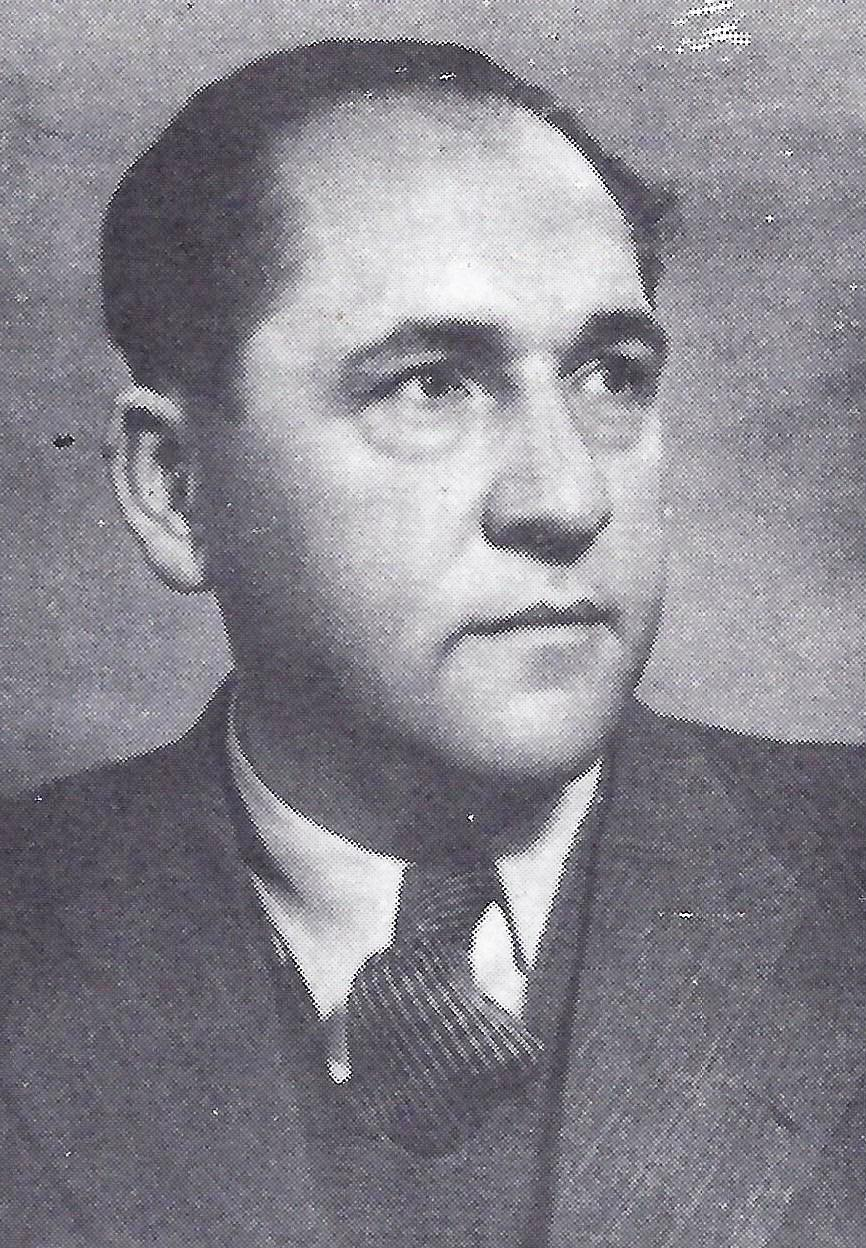
Ivan Gošnjak (1967)

Ivan Gošnjak (serbisch-kyrillisch Иван Гошњак; * 10. Juni 1909 in Ogulin, Österreich-Ungarn, heute: Kroatien; † 8. Februar 1980 in Belgrad) war ein Offizier der Volksbefreiungsarmee, General der Jugoslawischen Volksarmee sowie Politiker des Bundes der Kommunisten Jugoslawiens (BdKJ) aus der Sozialistischen Föderativen Republik Jugoslawien (SFRJ), der unter anderem zwischen 1953 und 1967 Verteidigungsminister (Bundessekretär für Nationale Verteidigung) war.

## Leben
Ivan Gošnjak war von Beruf Zimmermann und trat 1934 der Kommunistischen Partei Jugoslawiens (KPJ) als Mitglied bei. 1935 wurde er nach Moskau gesandt, wo er die Internationale Lenin-Schule besuchte und Josip Broz Tito kennen lernte, dem er mehr als 40 Jahre als Berater diente. 1936 absolvierte er eine militärische Ausbildung im Militärlager Rjasan und nahm ab Januar 1937 als Freiwilliger mit dem Kampfnamen Nummer 36 am Spanischen Bürgerkrieg teil. Dort wurde er als Anhänger von Josef Stalin zum Hauptmann der Internationalen Brigaden befördert. Nach der Niederlage der republikanischen Kräfte wurde er im Februar 1939 in Frankreich festgenommen, ehe ihm nach dem Kapitulation Frankreichs beim Waffenstillstand von Compiègne vom 22. Juni 1940 die Flucht gelang. Er floh 1941 ins Deutsche Reich und war dort mit einem gefälschten Reisepass als Arbeiter tätig.
Im Juli 1942 kehrte Gošnjak in seine kroatische Heimat zurück und war während des Partisanenkrieges zwischen 1942 und 1943 stellvertretender Befehlshaber des dortigen Partisanenkommandos sowie Kommandierender General des I. Kroatischen Korps. Nachdem er 1943 kurzzeitig Kommandierender General des IV. Kroatischen Korps war, fungierte er zwischen 1943 und 1945 als Befehlshaber des Kroatischen Partisanenkommandos. Am 8. und 9. Mai 1944 nahm er neben Andrija Hebrang als Vertreter der Kommunistischen Partei Jugoslawiens an der dritten Sitzung des Antifaschistischen Landesrates der Volksbefreiung Kroatiens in Topusko teil.
Nach Kriegsende wurde Ivan Gošnjak in der Föderativen Volksrepublik Jugoslawien (FVRJ) 1946 stellvertretender Oberkommandierender der Jugoslawischen Volksarmee und bekleidete diesen Posten bis 1950. Zugleich fungierte er zwischen 1946 und 1949 als Leiter der Personalabteilung der Volksarmee. Auf dem V. Parteikongress (21. bis 28. Juli 1948) des aus der KP Jugoslawiens hervorgegangenen Bundes der Kommunisten Jugoslawiens (BdKJ) wurde er Mitglied des Politbüros des ZK. Er war von 1950 bis 1953 stellvertretender Verteidigungsminister und wurde auf dem VI. Parteikongress (2. bis 7. November 1952) Mitglied des Exekutivkomitees des ZK des BdKJ, dem Nachfolgegremium des Politbüros, und gehörte diesem Führungsgremium bis zum Plenum des ZK (4. Oktober 1966) an. Als Nachfolger von Josip Broz Tito wurde er am 14. Januar 1953 in dessen vierten Kabinett Verteidigungsminister (Bundessekretär für Nationale Verteidigung) und bekleidete dieses Amt vierzehn Jahre lang auch im Kabinett Tito V, Kabinett Tito VI sowie im Kabinett Stambolić bis zum 18. Mai 1967, woraufhin Nikola Ljubičić am 18. Mai 1967 im Kabinett Špiljak seine Nachfolge antrat. Zugleich fungierte er von 1958 bis 1964 als Vorsitzender des Zentralkomitees der Jugoslawischen Volksarmee. Auf dem Plenum des ZK (4. Oktober 1966) wurde er schließlich Mitglied des Präsidiums des ZK des BdKJ.
Für seine langjährigen Verdienste wurde ihm unter anderem der Orden der Freiheit und der Orden des Volkshelden verliehen. Ferner wurde er mit dem sowjetischen Suworow-Orden sowie dem tschechoslowakischen Orden des Weißen Löwen ausgezeichnet.